# خريف نيويورك الأخير
رماد الشرق: خريف نيويورك الأخير رواية للروائي الجزائري واسيني الأعرج. صدرت الرواية لأوّل مرة عام 2012 عن منشورات الجمل في بيروت. وهي الجزء الأوّل من ثنائية رماد الشرق، الجزء الثاني منها دخلت في القائمة الطويلة للجائزة العالمية للرواية العربية لعام 2014، وهي النسخة العربية لجائزة «بوكر» العالمية للرواية.